# 乌萨拉曼纳
乌萨拉曼纳（義大利語：Ussaramanna），是意大利撒丁大区南撒丁省的一个市镇。总面积9.75平方公里，人口576人，人口密度59.1人/平方公里（2009年）。ISTAT代码为106024。